# 新開 (さいたま市)
新開（しびらき）は、埼玉県さいたま市桜区の町名。現行行政地名は新開一丁目から新開四丁目および大字新開。町丁は住居表示実施済み。郵便番号は338-0834。さいたま市の難読地名の一つに数えられる。

## 地理
さいたま市桜区南部の沖積平野に位置する。付近は概ね東を新開通に、西を鴨川に、南を鴻沼川に、北を油面川に囲まれており、桜田、町谷、道場、南元宿（飛地）、関（飛地）、西堀（飛地）、田島に囲まれている。住宅地のほか鴨川堤防に近い地域では墓地や桜環境センターが立地する。鴨川の旧堤防から東は田んぼが広がり、大雨になると川の水が氾濫し、昭和までは水害の常襲区域であった。現在でも鴨川の旧堤防から西側は田園地帯となっている。地区内では旧堤防沿いに桜並木が多く見られる。大字新開は荒川堤外地（河川敷）に存在し、主にゴルフ場として利用されている。

### 河川
- 鴻沼川
- 鴨川
- 油面川（準用河川）

### 小字
小字については、本村、沖田、平野原などがある。

## 歴史
1590年（天正18年）の小田原征伐により後北条氏方の岩槻城が落城し、城から落ち延びた旗本の士浪人が土着し一村を開いた。村は「新開村」（新たに開かれた村）とよばれ地名の由来となった。
開村当初は武蔵国足立郡与野領に属し、天領（幕府領）だったが1655年（明暦元年）に高鼻氷川神社領（社領）となる。1694年（元禄7年）に検地が行われた。後年、村民により平野原地区が持添新田として開墾されたが、これらの地域は天領とされた。村の西方に荒川水除堤が築かれていた。村高は「武蔵田園簿」では45石余（田42石余、畑3石余）、「元禄郷帳」では増減なし、「天保郷帳」では52石余。化政期の戸数は14軒、1838年（天保9年）の戸数は変わらず人口は85人で、村の規模は東西南北共6町余であった。
- 幕末時点では足立郡新開村であった。明治初年の『旧高旧領取調帳』の記載によると、代官大竹左馬太郎支配所が管轄する幕府領であった。大宮氷川社の社領も存在した[11]。
- 1868年（慶応4年）6月19日 - 旧幕府領が、武蔵知県事・山田政則（忍藩士）の管轄となる。
- 1869年（明治2年） 
  - 1月13日 - 武蔵知県事・宮原忠英の管轄区域に大宮県を設置、同県の管轄となる。県庁は東京府馬喰町に置かれる。
  - 9月29日 - 県庁が浦和に置かれ浦和県に改称。
- 1871年（明治4年）11月13日 - 第1次府県統合により埼玉県の管轄となる。
- 1879年（明治12年）3月17日 - 郡区町村編制法により成立した北足立郡に属す。郡役所は浦和宿に設置。
- 1889年（明治22年）4月1日 - 南元宿村・西堀村・関村・鹿手袋村・田嶋（田島）村・新開村・道場村・与野領町谷村・栄和村・中嶋（中島）村・山窪（山久保）村が合併し、土合村が発足[12]。新開村は土合村の大字新開となる[9]。
- 1955年（昭和30年）1月1日 - 土合村・大久保村が浦和市に編入される。同市の大字となる。
- 1985年（昭和60年）8月1日 - 住居表示実施により、大字新開・大字西堀・大字田島・大字町谷・大字道場・大字油面・大字南元宿の各一部から新開一丁目 - 四丁目が成立[13]。
- 2001年（平成13年）5月1日 - 浦和市・大宮市・与野市が合併し、さいたま市が発足。同市の町名および大字となる。
- 2003年（平成15年）4月1日 - さいたま市が政令指定都市に移行し、同市桜区の町名および大字となる。

## 世帯数と人口
2019年（平成31年）1月1日時点の世帯数と人口は以下の通りである。
| 丁目       | 世帯数  | 人口    |
| ---------- | ------- | ------- |
| 新開一丁目 | 496世帯 | 1,092人 |
| 新開二丁目 | 217世帯 | 478人   |
| 新開三丁目 | 22世帯  | 26人    |
| 計         | 735世帯 | 1,596人 |

明治9年の新開地区の人口
- 15戸[9]、男57人、女45人　計102人

## 小・中学校の学区
市立小・中学校に通う場合、学区（校区）は以下の通りとなる。
| 丁目       | 番地 | 小学校                 | 中学校                 |
| ---------- | ---- | ---------------------- | ---------------------- |
| 新開一丁目 | 全域 | さいたま市立新開小学校 | さいたま市立田島中学校 |
| 新開二丁目 | 全域 | さいたま市立新開小学校 | さいたま市立田島中学校 |
| 新開三丁目 | 全域 | さいたま市立新開小学校 | さいたま市立田島中学校 |
| 新開四丁目 | 全域 | さいたま市立新開小学校 | さいたま市立田島中学校 |

## 交通
地内に鉄道は敷設されていない。

### 道路
地区内に国道や主要地方道・県道は通っていない。
- 新開通り

## 施設
- 新開ラジオ放送所
- 桜環境センター
- クリーンセンター西堀
- 障害者支援施設しびらき
- さいたま市立新開小学校
- 福田会 聖徳保育園
- 新義真言宗 真光寺[9]
- 新開第一自治会館

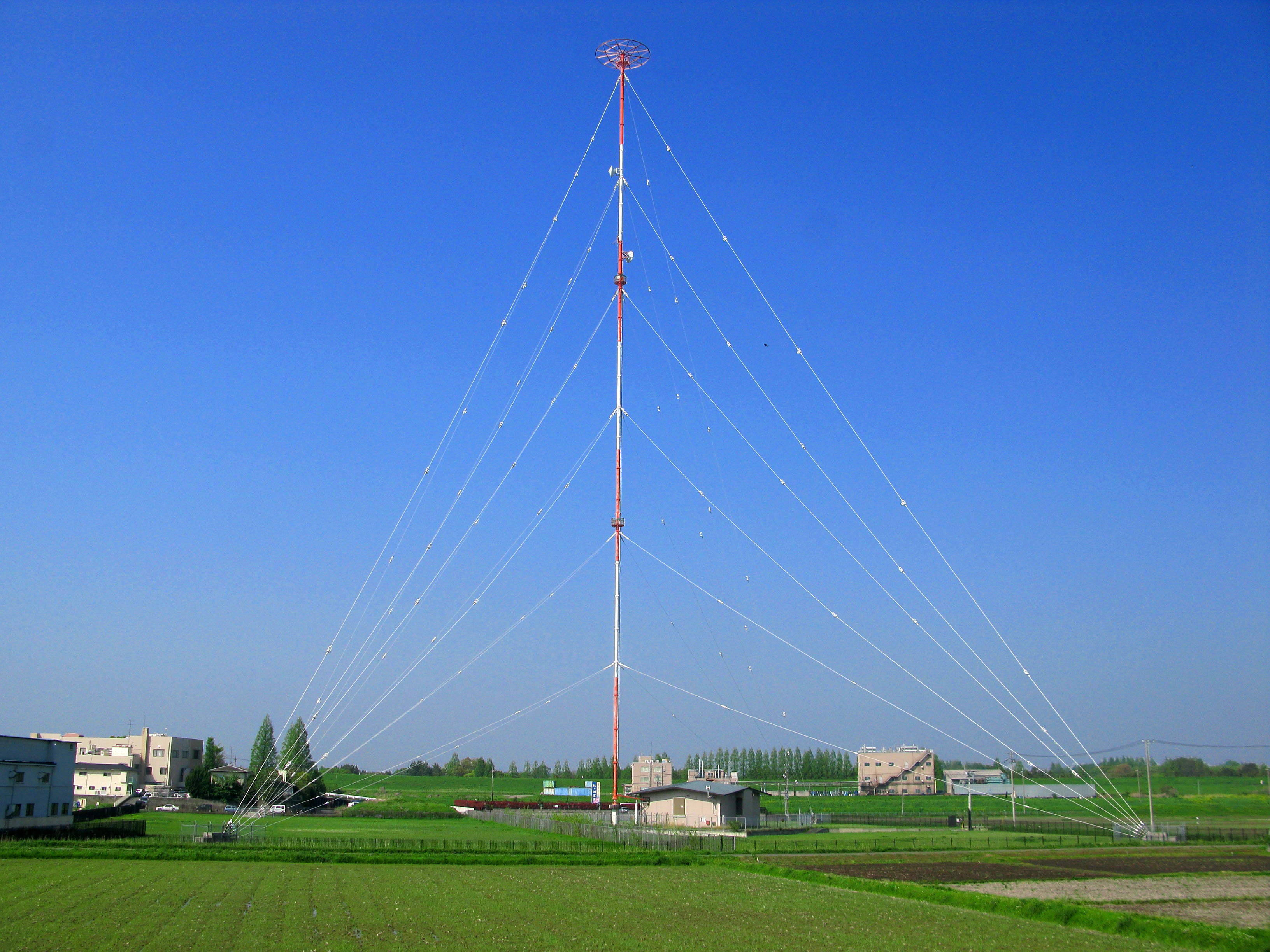
新開ラジオ放送所

- 浦和ゴルフ倶楽部 - クラブハウスが立地。飛地にもコースの一部が所在する。
- 鴨川堤桜通公園（桜の名所として知られる）
- 新開公園
- 新開第一児童遊園
- 新開四丁目公園
- 鴻沼樋門

※ 浦和西警察署新開交番は桜田二丁目に所在する。